# Black Swans and Wormhole Wizards
Black Swans and Wormhole Wizards es el decimotercer álbum de estudio del guitarrista y compositor estadounidense de rock Joe Satriani, publicado el 5 de octubre de 2010 a través de Epic Records. La canción "Light Years Away" se publicó para su descarga gratuita en formato MP3 el 7 de septiembre de 2010 a cambio de que el que lo adquiriese lo publicase en su Facebook o Twitter. En su versión "Best Buy" se incluyen dos pistas: "Heartbeats" y "Longing".

## Lista de canciones
Todas las canciones escritas y compuestas por Joe Satriani. 
| N.º | Título                     | Duración |  |
| 1.  | «Premonition»              | 3:52     |  |
| 2.  | «Dream Song»               | 4:48     |  |
| 3.  | «Pyrrhic Victoria»         | 5:08     |  |
| 4.  | «Light Years Away»         | 6:11     |  |
| 5.  | «Solitude»                 | 0:57     |  |
| 6.  | «Littleworth Lane»         | 3:46     |  |
| 7.  | «The Golden Room»          | 5:19     |  |
| 8.  | «Two Sides to Every Story» | 4:10     |  |
| 9.  | «Wormhole Wizards»         | 6:27     |  |
| 10. | «Wind in the Trees»        | 7:42     |  |
| 11. | «God Is Crying»            | 4:52     |  |

| Pistas adicionales edición "Best Buy" |              |          |  |
| N.º                                   | Título       | Duración |  |
| 12.                                   | «Heartbeats» | 3:25     |  |
| 13.                                   | «Longing»    | 3:55     |  |

## Créditos
- Joe Satriani – guitarra, teclados, bajo, ingeniero de sonido, producción
- Mike Keneally – teclados
- Jeff Campitelli – batería, percusión
- Allen Whitman – bajo
- Mike Fraser – ingeniero de sonido, mezcla, producción
- Mike Boden – ingeniero de sonido, edición digital
- Dann Michael Thompson – ingeniero de sonido
- Judy Kirschner – ingeniero de sonido
- Eric Mosher – edición digital, mezcla
- George Marino – masterización